# Can Gallart Vell
Can Gallart Vell és una casa de Santa Coloma de Farners (Selva) inclosa a l'Inventari del Patrimoni Arquitectònic de Catalunya.

## Descripció
Casa de dues plantes, amb vessant a laterals, coberta de teula àrab i cornisa catalana. Les obertures són rectangulars amb llinda, brancals i ampit de pedra monolítica. L'entrada principal, situada al centre, té la llinda rectangular de pedra, com la majoria d'obertures. A la finestra de la dreta es troba la incripció de l'any 1635. A la part esquerra, hi ha una ampliació en forma d'antics coberts que actualment hi ha un bar. La porta d'entada és amb arc rebaixat i brancals de pedra, hi ha la inscripció de 1856.

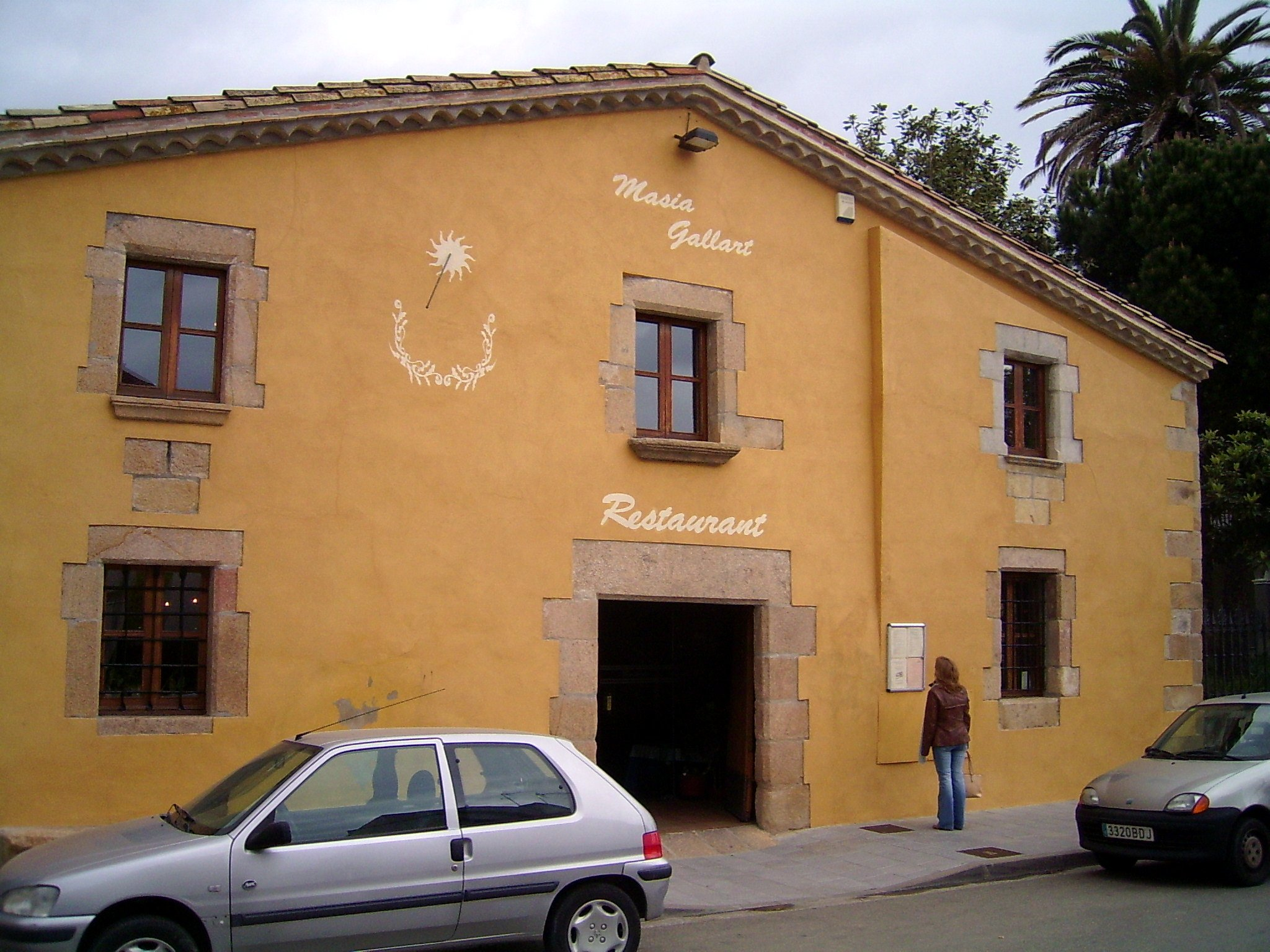
Can Gallart, el 2006

La casa manté l'estructura externa però l'interior ha estat totalment reformat degut a l'ús que se’n fa, com a restaurant. Hi ha un rellotge de sol de nova construcció a la façana, i alguns elements que es conserven com l'espitllera del lateral dret de la casa. A la façana també hi ha un banc adosat en pedra, entre les dues portes d'accés a l'edifici.